# غواصة يو بي-6
يو بي-5 غواصة ألمانية من فئة يو بي1 خدمت في البحرية الإمبراطورية الألمانية خلال الحرب العالمية الأولى. تم احتجاز الغواصة بعد أن اجتازت الحدود الهولندية التي كانت على الحياد، ودمرها طاقمها.